# Mac Bohonnon
David MacLaren (Mac) Bohonnon (New Haven (Connecticut), 27 maart 1995) is een Amerikaanse freestyleskiër. Hij vertegenwoordigde zijn vaderland op de Olympische Winterspelen 2014 in Sotsji en op de Olympische Winterspelen 2018 in Pyeongchang.

## Carrière
Bij zijn wereldbekerdebuut, in januari 2012 in Lake Placid, scoorde Bohonnon direct wereldbekerpunten. In januari 2014 stond hij in Val Saint-Come voor de eerste maal in zijn carrière op het podium van een wereldbekerwedstrijd. Tijdens de Olympische Winterspelen van 2014 in Sotsji eindigde de Amerikaan als vijfde op het onderdeel aerials.
Op 30 januari 2015 boekte Bohonnon in Lake Placid zijn eerste wereldbekerzege. Op de wereldkampioenschappen freestyleskiën 2015 in Kreischberg eindigde hij als veertiende op het onderdeel aerials. In het seizoen 2014/2015 won de Amerikaan het wereldbekerklassement op het onderdeel aerials. In de Spaanse Sierra Nevada nam hij deel aan de wereldkampioenschappen freestyleskiën 2017. Op dit toernooi eindigde hij als tiende op de het onderdeel aerials. Tijdens de Olympische Winterspelen van 2018 in Pyeongchang eindigde Bohonnon als zeventiende op het onderdeel aerials.

## Resultaten

### Olympische Spelen
| Jaar | Plaats      | Resultaten  |
| ---- | ----------- | ----------- |
| 2014 | Sotsji      | 5e Aerials  |
| 2018 | Pyeongchang | 17e Aerials |

### Wereldkampioenschappen
| Jaar | Plaats        | Resultaten  |
| ---- | ------------- | ----------- |
| 2015 | Kreischberg   | 14e Aerials |
| 2017 | Sierra Nevada | 10e Aerials |

### Wereldbeker
Eindklasseringen
| Seizoen   | Algm   | AE     |
| --------- | ------ | ------ |
| 2011/2012 | 190e   | 36e    |
| 2012/2013 | 152e   | 26e    |
| 2013/2014 | 46e    | 14e    |
| 2014/2015 | Zilver | Goud   |
| 2015/2016 | 44e    | 10e    |
| 2016/2017 | 13e    | Zilver |
| 2017/2018 | 51e    | 11e    |

Wereldbekerzeges
| Datum            | Plaats      | Onderdeel |
| ---------------- | ----------- | --------- |
| 30 januari 2015  | Lake Placid | Aerials   |
| 21 februari 2015 | Moskou      | Aerials   |
| 13 februari 2016 | Moskou      | Aerials   |